# 伊斯法罕老广场

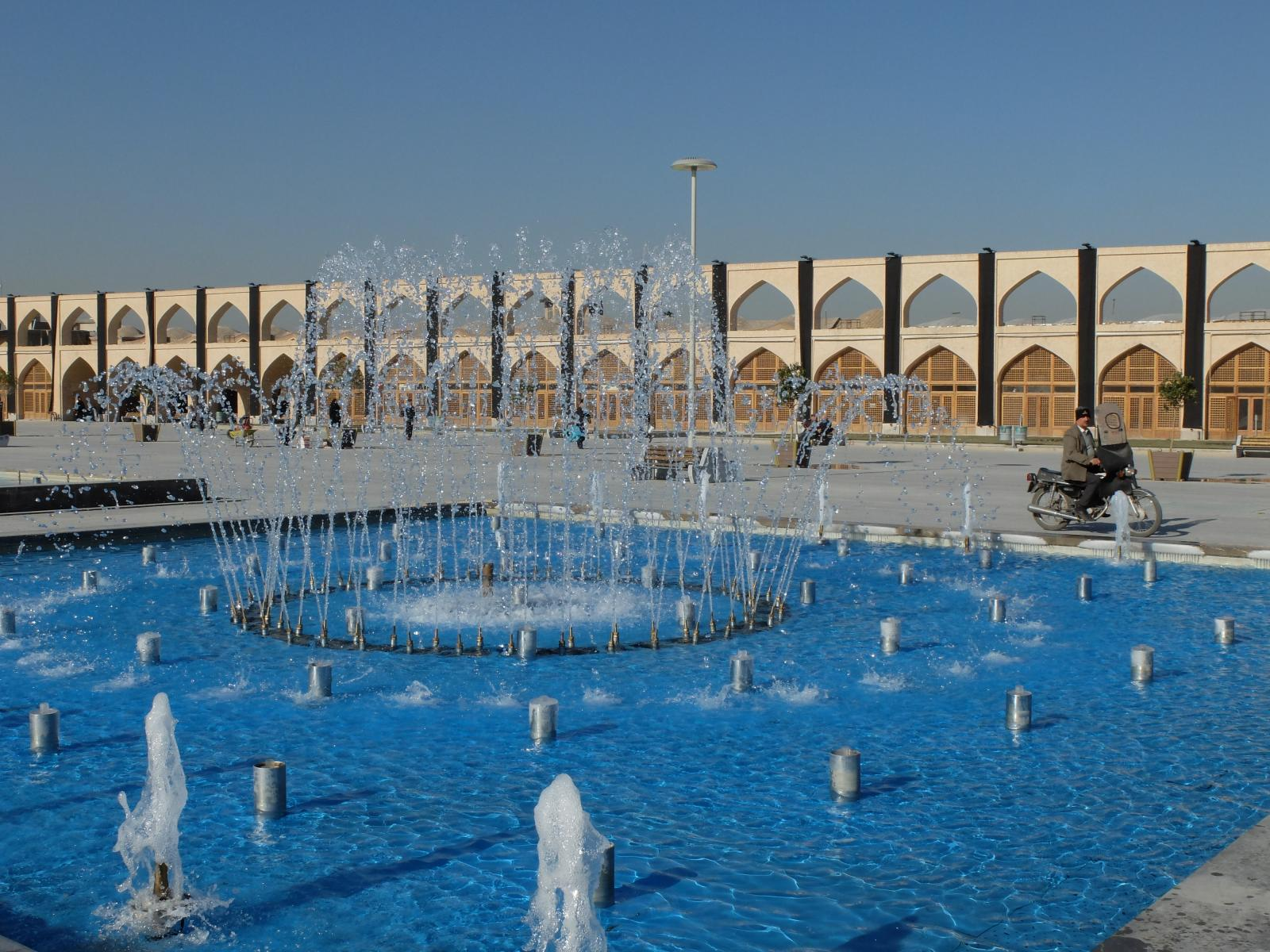
伊斯法罕老广场

伊斯法罕老广场（Atigh Square，Kohneh Square, 波斯语:میدان عتيق or  میدان کهنه) 是伊斯法罕的一个广场，历史上曾长期是该市的中心。在11世纪，伊斯法罕成为塞尔柱王朝京城，老广场就是该市的主广场，商业和社会生活的主要中心。直到17世纪，其地位才被伊玛目广场取而代之。其北侧为伊斯法罕聚礼清真寺，西侧为伊斯法罕大巴扎，南侧为Harun Velayat 陵墓和阿里清真寺，东侧为塞尔柱宫。